# Mull of Kintyre (canção)
"Mull of Kintyre" é um single da banda Wings lançado em novembro de 1977. Alcançou o primeiro lugar da UK Singles Chart em dezembro daquele ano, permanecendo nesta colocação por nove semanas.
A canção foi composta por Paul McCartney e Denny Laine em homenagem ao cabo Mull of Kintyre e à península de Kintyre em Argyll and Bute, Escócia, onde McCartney possuía desde o final da década de 1960 uma casa e um estúdio caseiro, "Carskiey Estate".
Foi o maior sucesso do Wings no Reino Unido, sendo o primeiro single a vender mais de dois milhões de cópias no país.